# گروه آی‌سی‌تی
گروه آی‌سی‌تی (روسی: Группа ИСТ) شرکت سرمایه‌گذاری روسی است، که در سال ۱۹۹۱ توسط الکساندر نسیس تأسیس شد.